# Национальный университет дистанционного образования
Национальный университет дистанционного образования (англ. National University of Distance Education, исп. Universidad Nacional de Educación a Distancia, сокр UNED) — единственный из университетов Испании, находящийся под непосредственным управлением правительства Испании.
Штаб-квартира университета расположена в Мадриде, а кампусы — во всех автономных сообществах страны. Кроме того, он включает 14 учебных центров и три экзаменационных пункта в 13 странах Европы, Америки и Африки.
Университет сочетает традиционное образование в аудиториях с программами дистанционного образования. Насчитывая свыше 260 тыс. студентов, он является крупнейшим университетом в Испании и вторым по величине в Европе.

## Происхождение и специфика
Университет был основан в 1972 году под влиянием концепции возникшего ранее в Великобритании Открытого университета — предоставить возможность качественного и непрерывного высшего образования всем посредством системы дистанционного образования. Он присуждает те же степени, что и другие университеты Испании, и имеет тот же уровень вступительных требований: таким образом, фактически он не является «открытым», так как жёсткость отбора — ничуть не ниже, чем в обычных университетах Испании.
Ряд характеристик отличают его от других испанских университетов — он общенациональный по своему охвату, оказывает широкое общественное влияние через радио и телевизионные программы.
Университет поддерживает высокий стандарт высшего образования: за последние 30 лет он присудил почти 2000 степеней доктора философии.
Международный престиж университета красноречиво подтверждает тот факт, что с 1997 года в нём размещена кафедра дистанционного образования ЮНЕСКО, продвигающая исследования, разработки и документацию в сфере дистанционного образования.